# 神祇伯

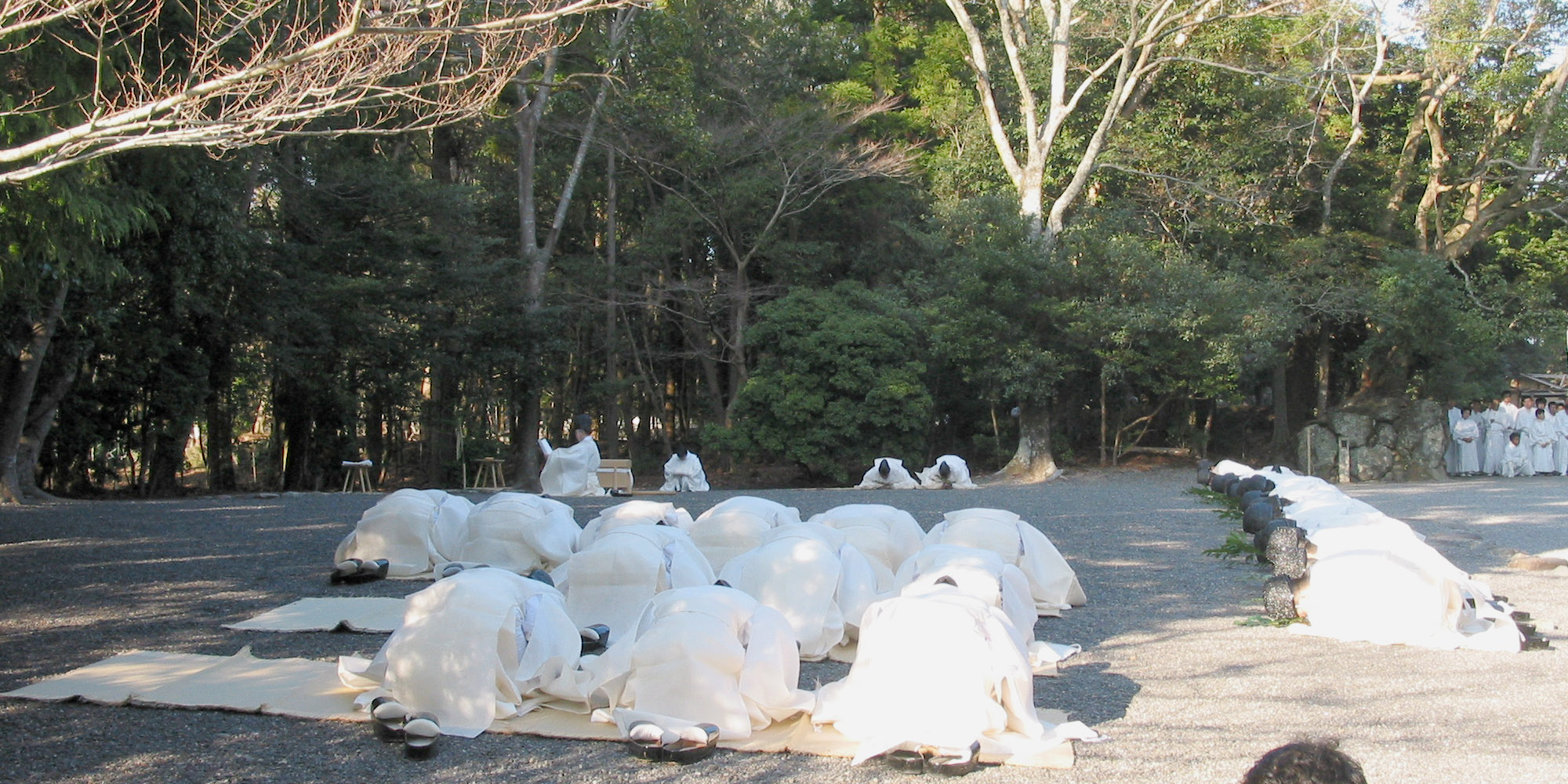
神事の様子（伊勢神宮内宮の年越大祓）

神祇伯（じんぎはく）は、日本の律令官制における神祇官の長官。唐名は「大常伯」「大常卿」「大卜令」「祠部尚書」など。和訓は「かみつかさのかみ」あるいは「かんづかさのかみ」。定員は1名。官位相当は従四位下・勲四等。令制四等官の内、長官を伯と称するのは神祇官だけであるので、単に伯（はく）と見える場合はこの神祇伯を指す。和名は「カミツカサ（加美豆加佐）」と読んだ。

## 概要
神祇の祭祀を始め、祝部・神戸の名籍、大嘗・鎮魂（などの令制祭祀）と御巫･卜兆のことを掌った他、神祇官中の事務決裁を職務とした（職員令）。
従四位下という相当位階は、二官の一方である太政官の長官たる太政大臣（正一位・従一位相当）と左大臣（正二位・従二位相当）より遥かに低く、さらにその下に置かれた八省の卿（正四位下相当）よりも低い。ただし、中世に白川家による世襲が固定化すると、「二・三位に至りて之を帯す」（『職原抄』）こともあった。

### 歴史
神祇伯の起源に関しては未だ定説を見ないが、ほぼ確実な初例が持統天皇4年（690年）の中臣大嶋であることから、その前年に施行された飛鳥浄御原令には既に神祇官の規定が存在した可能性が高い。初期には祭祀氏族である中臣氏から多く任じられた後、藤原氏を始めとする諸氏も混在するに至り、太政官との兼官も多くみられた。貞観18年（876年）の棟貞王以降は皇親である諸王の任例が増加して、寛徳3年（1046年）に花山天皇の皇孫延信王が、また長寛3年（1165年）にその曾孫顕広王が任じられて以来、王の子孫である白川家がこれを単独で世襲し、やがて白川伯王家（伯家）と呼ばれるようになる。当初は嫡流のみが王号を称したが、業資王急逝の後にその弟源資宗が伯になる必要から王氏に復し、任伯と同時に王号を称する慣例が始まり、明治維新まで続いた。

## 神祇伯の一覧
神祇伯を務めた人物の一覧。（代）は神祇伯代を示す。
| 名               | 就任（不明の場合は初見）              | 位階     | 辞任（不明の場合は終見）              |
| ---------------- | ------------------------------------- | -------- | ------------------------------------- |
| （忌部佐賀斯）   | 白雉4年（653年）？任                  | 小花下   |                                       |
| 中臣大嶋         | - 持統天皇4年1月（690年2月）見 -      | 直大弐   | 持統天皇7年3月（693年4月）卒          |
| 中臣意美麻呂     | 和銅元年3月13日（708年4月8日）任      | 従四位上 | 和銅4年閏6月22日（711年8月10日）卒    |
| 中臣人足         | 養老元年（717年）以降か               | 従四位下 |                                       |
| 中臣広見         | 天平4年9月5日（732年9月28日）任       | 正五位上 |                                       |
| 中臣東人         | 天平5年3月（733年4月）以降か          | 従四位下 |                                       |
| 中臣名代         | - 天平10年5月（738年6月）見 -         | 従四位下 |                                       |
| 巨勢奈弖麻呂     | 天平13年7月13日（741年8月28日）任     | 従四位上 | 天平勝宝5年3月30日（753年5月7日）薨   |
| 石川年足         | 天平勝宝9歳6月16日（757年7月6日）任   | 従三位   | 天平宝字6年9月30日（762年10月21日）薨 |
| 文室浄三         | 天平宝字6年12月1日（762年12月20日）任 | 正三位   | 天平宝字8年9月4日（764年10月3日）致仕 |
| 大中臣清麻呂     | 天平宝字8年9月（764年10月）任         | 正四位下 | 神護景雲4年7月1日（770年7月27日）辞   |
| 大中臣子老       | 宝亀8年1月25日（777年3月9日）任       | 従四位下 | 延暦8年1月25日（789年2月24日）卒      |
| 大中臣諸魚       | 延暦8年3月16日（789年4月15日）任      | 従四位下 | 延暦16年2月21日（797年3月23日）卒     |
| 多治比継兄       | 延暦18年2月20日（799年3月30日）任     | 従四位下 | - 延暦24年10月（805年11月）見 -       |
| 藤原大継         | - 延暦25年2月（806年2月）見 -         | 従四位下 |                                       |
| 藤原継業         | 弘仁2年5月14日（811年6月8日）任       | 従四位上 |                                       |
| 安倍真勝         | 弘仁11年（820年）任                   | 従四位下 |                                       |
| 藤原綱継         | 弘仁13年10月25日（822年12月11日）任   | 従四位下 | 弘仁14年8月19日（823年9月26日）？辞   |
| 藤原浜主         | - 天長元年（824年）頃見 -             | 従四位下 |                                       |
| 大中臣淵魚       | 天長7年10月（830年11月）任            | 従四位下 | 承和10年（843年）辞                   |
| 橘氏人           | 承和10年2月10日（843年3月14日）任     | 従四位上 | 承和12年7月4日（845年8月10日）卒      |
| 源寛             | 承和12年8月17日（845年9月21日）任     | 従四位上 |                                       |
| 田口佐波主       | 承和14年2月11日（847年3月1日）任      | 正四位下 | 承和14年閏3月23日（847年5月11日）卒   |
| 橘永名           | 承和14年4月23日（847年6月9日）任      | 従四位上 |                                       |
| 中臣逸志         | 貞観2年11月27日（861年1月12日）任     | 正五位下 | 貞観9年1月24日（867年3月4日）卒       |
| 在原善淵         | 貞観9年2月11日（867年3月20日）任      | 従四位下 |                                       |
| 高階峯緒         | 貞観10年2月17日（868年3月14日）任     | 従四位上 |                                       |
| 藤原広基         | 貞観11年2月16日（869年4月1日）任      | 従四位下 | 貞観17年6月29日（875年8月4日）卒      |
| 藤原良近         | 貞観17年8月15日（875年9月18日）任     | 従四位下 | 貞観17年9月9日（875年10月11日）卒     |
| 棟貞王           | 貞観18年1月14日（876年2月12日）任     | 従四位上 | 仁和3年5月13日（887年6月8日）辞       |
| 雅望王           | 仁和3年5月13日（887年6月8日）任       | 従四位上 | - 仁和4年12月（889年1月）見 -         |
| 橘春行           | 延喜4年5月（904年7月）任              |          |                                       |
| 兼覧王           | 延喜11年2月15日（911年3月18日）任     | 従四位上 |                                       |
| 大中臣安則       | 延喜18年2月（918年4月）任             | 従四位下 | 延長6年1月24日（928年2月18日）卒      |
| 藤原邦隆         | 延長6年6月（928年6月）任              |          |                                       |
| 忠望王           | - 承平6年12月（937年2月）見 -         | 従四位上 | - 応和元年6月（961年7月）見 -         |
| 懐古王           | - 応和2年9月（962年10月）見 -         | 従四位下 | - 康保4年9月（967年10月）見 -         |
| 秀頼王           | 長徳4年10月（998年11月）任            | 従四位下 | - 寛仁3年9月（1019年10月）見 -        |
| 大中臣輔親       | 治安2年1月30日（1022年3月5日）任      | 正四位下 | 長暦2年6月20日（1038年7月24日）出家   |
| 源延信（延信王） | 寛徳3年2月（1046年－月）任            | 従四位上 |                                       |
| 康資王           | 康平2年10月22日（1059年11月29日）任   | 従四位下 | 寛治4年9月20日（1090年10月15日）卒    |
| 敦輔王           | 寛治5年1月28日（1091年2月19日）任     | 従四位下 | 天永2年11月29日（1111年12月31日）卒   |
| 大中臣親定       | 天永2年12月26日（1112年1月26日）任    | 従三位   | 保安3年1月28日（1122年3月8日）薨      |
| 源顕仲           | 保安3年（1122年）任                   | 従三位   | 保延4年3月29日（1138年5月9日）薨      |
| （代）大中臣清親 | 保延5年6月11日（1139年7月8日）任      | 従四位上 |                                       |
| 源顕重           | - 康治元年11月（1142年12月）見 -      | 正四位上 | - 久寿2年10月（1155年10月）見 -       |
| 顕広王           | 長寛3年1月23日（1165年3月7日）任      | 従五位下 | 安元2年12月5日（1177年1月6日）辞      |
| 仲資王           | 安元2年12月5日（1177年1月6日）任      | 従五位上 | 建久9年12月9日（1199年1月7日）辞      |
| 業資王           | 建久9年12月9日（1199年1月7日）任      | 従五位下 | 貞応3年閏7月15日（1224年8月31日）薨   |
| 資宗王           | 貞応3年閏7月28日（1224年9月13日）任   | 従四位上 | 仁治2年10月13日（1241年11月17日）辞   |
| 資基王           | 仁治2年10月13日（1241年11月17日）任   | 従四位下 | 康元元年12月13日（1256年12月31日）辞  |
| 資緒王           | 康元元年12月13日（1256年12月31日）任  | 従五位上 | 正応2年4月29日（1289年5月20日）辞     |
| 資通王           | 正応2年4月29日（1289年5月20日）任     | 従五位下 | 正応4年9月9日（1291年10月2日）辞      |
| 資邦王           | 正応4年9月9日（1291年10月2日）任      | 正三位   | 永仁2年11月10日（1294年11月28日）辞   |
| 資通王           | 永仁2年11月11日（1294年11月29日）還任 | 従五位上 | 正安2年11月2日（1300年12月13日）辞    |
| 業顕王           | 正安2年11月2日（1300年12月13日）任    | 正四位下 | 嘉元2年6月2日（1304年7月5日）辞       |
| 資通王           | 嘉元2年6月2日（1304年7月5日）還任     | 正四位下 | 延慶2年12月19日（1310年1月20日）辞    |
| 業顕王           | 延慶2年12月19日（1310年1月20日）還任  | 正三位   | 正和6年1月9日（1317年2月20日）辞      |
| 資清王           | 正和6年1月9日（1317年2月20日）任      | 正四位下 | 文保2年4月25日（1318年5月26日）辞     |
| 資茂王（資通王） | 文保2年4月25日（1318年5月26日）還任   | 従三位   | 嘉暦2年8月18日（1327年9月4日）薨      |
| 資継王           | 嘉暦2年8月18日（1327年9月4日）任      | 従四位上 | 元弘元年10月28日（1331年11月28日）辞  |
| 業清王           | 元弘元年10月28日（1331年11月28日）任  |          |                                       |
| 資継王           | 元弘3年5月17日（1333年6月29日）復任   | 従三位   | 延元元年11月25日（1336年12月28日）辞  |
| 業清王           | - 暦応3年2月（1340年3月）見 -         |          |                                       |
| 資継王           | 康永元年7月14日（1342年8月15日）還任  | 正三位   | 観応2年10月（1351年11月）辞           |
| 資継王           | 正平6年11月（1351年12月）還任         | 従二位   |                                       |
| 資英王           | 文和元年12月17日（1353年1月22日）任   | 正四位下 | 文和2年1月26日（1353年3月2日）辞      |
| 業定王           | - 文和3年11月（1354年12月）見 -       |          | - 延文元年4月（1356年5月）見 -        |
| 資継王           | 延文2年閏7月10日（1357年8月25日）還任 | 従二位   | 貞治6年1月6日（1367年2月5日）辞       |
| 業定王           | - 貞治6年4月（1367年5月）見 -         | 従四位上 | - 応安元年12月（1369年2月）見 -       |
| 顕邦王           | - 応安3年4月（1370年5月）見 -         | 従三位   | 康暦元年9月9日（1379年10月19日）辞    |
| （顕方王）       | （年月日不明）                        |          |                                       |
| 資方王           | - 康暦2年4月（1380年5月）見 -         |          | 明徳元年3月（1390年－月）辞           |
| 業定王           | 明徳元年（1390年）還任                | 正三位   | 応永元年10月28日（1394年11月21日）辞  |
| 資忠王           | 応永元年10月（1394年11月）任          |          | 正長元年8月25日（1428年10月4日）辞    |
| 雅兼王           | 正長元年8月25日（1428年10月4日）任    | 正四位下 | 文安2年6月6日（1445年7月10日）出家    |
| 資益王           | 文安2年6月（1445年7月）任             | 従四位下 | 文明16年6月21日（1484年7月13日）薨    |
| 資氏王           | 文明16年6月20日（1484年7月12日）任    | 正四位下 | 延徳2年6月6日（1490年6月23日）辞      |
| 忠富王           | 延徳2年6月30日（1490年7月17日）任     | 従二位   | 永正7年1月25日（1510年3月5日）辞      |
| 雅業王           | 永正7年1月25日（1510年3月5日）任      | 従四位下 | 永禄3年9月12日（1560年10月1日）薨     |
| （代）中山孝親   | 永禄5年4月11日（1562年5月13日）任     | 正二位   |                                       |
| 雅朝王（雅英王） | 永禄12年12月27日（1570年2月2日）任    | 従五位上 | 慶長10年11月17日（1605年12月26日）辞  |
| 顕成王           | 慶長10年11月17日（1605年12月26日）任  | 従五位上 | 元和4年11月7日（1618年12月23日）卒    |
| 雅朝王           | 元和6年4月26日（1620年5月28日）還任   | 正二位   | 元和7年1月28日（1621年3月21日）辞     |
| 雅陳王           | 元和8年12月28日（1623年1月28日）任    | 従五位上 | 寛永19年3月17日（1642年4月16日）辞    |
| 雅喬王           | 寛永19年3月17日（1642年4月16日）任    | 従四位下 | 延宝7年1月21日（1679年3月3日）辞      |
| 雅光王（雅元王） | 延宝7年1月21日（1679年3月3日）任      | 従四位下 | 元禄11年6月3日（1698年7月10日）辞     |
| 雅冬王（康起王） | 元禄11年6月3日（1698年7月10日）任     | 従五位上 | 宝永元年9月17日（1704年10月15日）辞   |
| 雅光王           | 宝永元年9月17日（1704年10月15日）還任 | 正三位   | 宝永3年10月9日（1706年11月13日）辞    |
| 雅冬王           | 宝永3年10月9日（1706年11月13日）還任  | 従四位下 | 享保10年12月23日（1726年1月25日）辞   |
| 雅富王（英方王） | 享保10年12月23日（1726年1月25日）任   | 従四位下 | 元文5年12月29日（1741年2月14日）辞    |
| 雅辰王           | 元文5年12月29日（1741年2月14日）任    | 従五位上 | 寛保元年4月16日（1741年5月30日）辞    |
| 雅富王           | 寛保元年4月16日（1741年5月30日）還任  | 正三位   | 宝暦9年3月19日（1759年4月16日）辞     |
| 資顕王           | 宝暦9年3月19日（1759年4月16日）任     | 正四位下 | 天明元年4月5日（1781年4月28日）辞     |
| 資延王           | 天明元年4月5日（1781年4月28日）任     | 従五位上 | 天明2年3月6日（1782年4月18日）辞      |
| 資顕王           | 天明2年3月6日（1782年4月18日）還任    | 従二位   | 天明4年12月29日（1785年2月8日）辞     |
| 資延王           | 天明4年12月29日（1785年2月8日）還任   | 正五位下 | 文政2年5月7日（1819年6月28日）辞      |
| 雅寿王           | 文政2年5月7日（1819年6月28日）任      | 従五位下 | 天保5年8月16日（1834年9月18日）辞     |
| 資敬王           | 天保6年9月2日（1835年10月23日）任     | 従五位下 | 嘉永4年9月14日（1851年10月8日）辞     |
| 資訓王           | 嘉永4年9月14日（1851年10月8日）任     | 従五位上 | 明治2年6月1日（1869年7月9日）廃官     |

- 明治時代初期の復興神祇官における神祇伯については、神祇官#復興神祇官の要職を参照。